# Maria di Blois
Maria di Châtillon o di Blois (1323 – 19 maggio 1363) è stata Duchessa consorte di Lorena dal 1334 al 1346 e reggente del ducato, dal 1346 al 1361.

## Origine
Maria, secondo sia il Dictionnaire de la noblesse che la Histoire de la maison de Chastillon-sur-Marne, era figlia del Conte di Blois e di Dunois e Signore d'Avesnes, di Trélon, di Guise, Guido I di Blois-Châtillon e di Margherita di Valois, che, secondo il Chronicon Guillelmi de Nangiaco, era figlia del conte di Valois, Conte di Angiò e del Maine, conte d'Alençon e conte di Chartres, Carlo di Valois, e della prima moglie, la Contessa di Angiò e del Maine, Margherita (citata col nome della seconda moglie), figlia secondogenita (prima femmina) di Carlo II d'Angiò, detto lo Zoppo, principe di Salerno e futuro conte d'Angiò e del Maine, conte di Provenza e Forcalquier, re di Napoli e re titolare di Sicilia, principe di Taranto, re d'Albania, principe d'Acaia e re titolare di Gerusalemme, e di Maria d'Ungheria (1257 ca. – 25 marzo 1323); anche la HISTOIRE ECCLESIASTIQUE ET CIVILE DE LORRAINE, QUI COMPREND CE QUI ..., Volume 2, conferma che era figlia di Guido I di Blois-Châtillon e di Margherita di Valois, sorella del Re Filippo VI di Francia.
Guido I di Blois-Châtillon, secondo sia il Dictionnaire de la noblesse che la Histoire de la maison de Chastillon-sur-Marne, era il figlio primogenito del conte di Saint-Pol, Conte di Blois e di Dunois, Ugo II e di Beatrice di Fiandra, figlia del Conte di Fiandra e Marchese di Namur, Guido di Dampierre, e della contessa di Namur, Isabella di Lussemburgo, come conferma la Histoire ecclésiastique et civile du duché de Luxembourg et comté ..., Volume 5.

## Biografia
Nel 1334, sposò il Duca di Lorena, Rodolfo, che, secondo il Matthias Nuewenburgensis, era l'unico figlio maschio del Duca di Lorena, Federico IV e della moglie, Elisabetta d'Austria, 
 (1285-1352), figlia del duca d'Austria e re di Germania, Alberto I d'Asburgo e di Elisabetta di Tirolo-Gorizia, figlia, secondo il Burkardi de Hallis et Dytheri de Helmestat Notæ Historicæ 1273-1325 di Mainardo II di Tirolo-Gorizia, duca di Carinzia e di Elisabetta di Wittelsbach (vedova dell'Imperatore Corrado IV).
Nel 1346 suo marito, Rodolfo, fece testamento, in cui fa riferimento a tutta la famiglia, compreso il suo erede, Giovanni, di pochi mesi, nominando esecutrici del testamento la moglie, Maria, e la sorella, Margherita.
Quando riprese la guerra dei cent'anni, nel 1346, Rodolfo fu al fianco del re di Francia, Filippo VI, e partecipò alla battaglia di Crécy dove trovò la morte, assieme ad altri illustri cavalieri francesi, il 25 agosto 1346.
A Rodolfo succedette il figlio Giovanni, con la reggenza della madre, Maria di Blois.
Durante i primi anni di reggenza sorsero problemi tra Maria ed il vescovo di Metz, Aymar Adhémar de Monteil de La Garde, che portarono a scontri, anche tra i nobili del ducato, sino al 1351, anno in cui si ebbe una pacificazione.
Nel 1352, Maria si accordò con Yolanda di Dampierre o di Fiandra la reggente della contea di Bar, per conto del figlio minorenne, Roberto I di Bar, per la nomina di 4 giudici incaricati di dirimere eventuali questioni tra i due stati.
Tra il 1352 ed il 1353, Maria si sposò in seconde nozze con Federico, conte di Limante, e come previsto dal testamento del marito, Rodolfo, nella reggenza fu affiancata dal conte del Württemberg, Eberardo II, che entrò in carica nel mese di agosto del 1353 con l'approvazione del duca Giovanni, ancora bambino.
La reggenza di Maria terminò nel 1361, anche se già dal 1360 il figlio Giovanni aveva preso le redini del governo.
Maria morì due anni dopo, nel 1363.

## Figli
Maria e Rodolfo ebbero tre figli:
- Giovanni (1346 † 1390), Duca di Lorena[13];
- due gemelle († in giovane età).

Maria, e il secondo marito, Federico, non risulta ebbero figli.

### Fonti primarie
- (LA)  Fontes Rerum Germanicarum, Band IV (Stuttgart).
- (LA)  Fontes rerum Germanicarum II.
- (LA)  Recueil des historiens des Gaules et de la France. Tome 20.

### Letteratura storiografica
- (FR)  HISTOIRE ECCLESIASTIQUE ET CIVILE DE LORRAINE, QUI COMPREND CE QUI ..., Volume 2.
- (FR)  Histoire généalogique de la maison royale de Dreux (Paris), Luxembourg.
- (FR)  Histoire ecclésiastique et civile du duché de Luxembourg et comté ..., Volume 5.
- (FR)  Dictionnaire de la noblesse.
- (FR)  Histoire de la maison de Chastillon-sur-Marne.